# Vị Đông
Vị Đông là xã thuộc huyện Vị Thủy, tỉnh Hậu Giang, Việt Nam.

## Địa lý
Xã Vị Đông nằm ở phía tây của huyện Vị Thủy.
- Phía đông giáp các xã Vị Thanh, Vĩnh Trung
- Phía nam giáp xã Vị Trung, huyện Vị Thủy và phường V, phường IV, thành phố Vị Thanh
- Phía tây giáp xã Vị Tân, thành phố Vị Thanh, tỉnh Hậu Giang và xã Hòa Hưng, huyện Giồng Riềng, tỉnh Kiên Giang
- Phía bắc giáp xã Hoà Hưng, huyện Giồng Riềng, tỉnh Kiên Giang và xã Vị Thanh, huyện Vị Thủy, tỉnh Hậu Giang.

## Các công trình tiêu biểu
Trường chính trị Tỉnh (đang xây dựng)
Khu dân cư và tái định cư phường 4, thành phố Vị Thanh và xã Vị Đông, huyện Vị Thủy.

## Lịch sử
Xã Vị Đông được thành lập năm 1979 trên cơ sở chia tách từ xã Vị Tân.
Năm 1991, toàn bộ diện tích và dân số của xã Vị Xuân được sáp nhập vào xã Vị Đông.
Năm 1999, một phần diện tích và dân số của xã Vị Đông được tách ra cùng với một phần diện tích và dân số của thị trấn Vị Thanh để thành lập các phường IV, V (thị xã Vị Thanh).

## Hành chính
Xã Vị Đông được chia thành 10 ấp: 1, 1A, 2, 3, 3A, 4, 5, 6, 7, 8.

## Giao thông
Xã Vị Đông có quốc lộ 61C và kênh Xáng Xà No chạy qua.